# Jacob Philipp Hackert

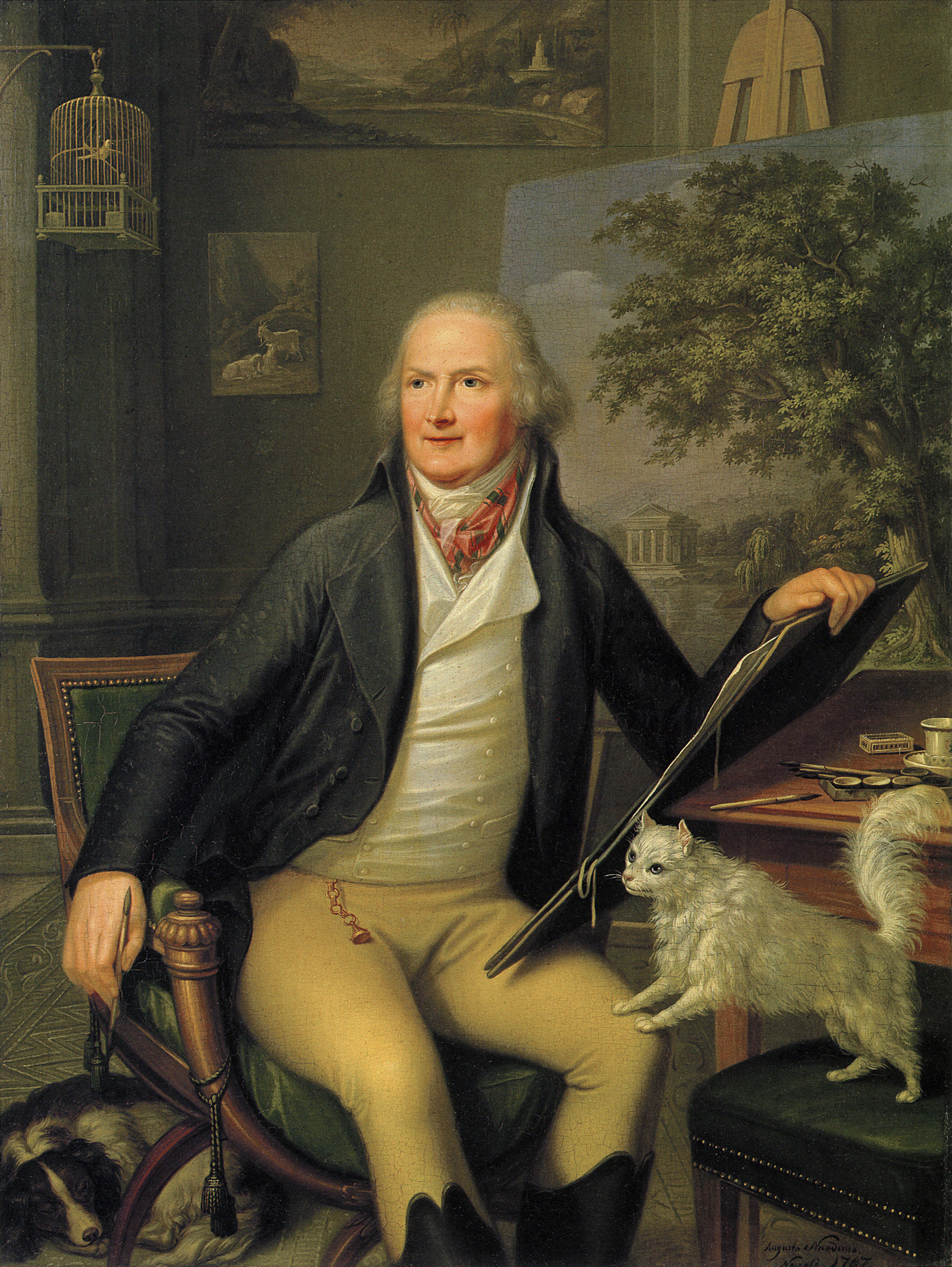
Jakob Philipp Hackert i sin ateljé, porträtt av Augusto Nicodemo, 1797.

Jacob Philipp Hackert, född 15 september 1737 i Prenzlau, död 28 april 1807, var en tysk konstnär.
Hanckert besökte ett flertal länder, bland annat Sverige 1792-94 och bosatte sig slutligen i Italien. Han målade i saklig och ofta torr stil huvudsakligen heroiska landskap i olja eller gouache samt porträtt. Från 1766 idkade han ett intimt samarbete med sin bror, Johann Gottfried Hackert, som utförde oljemålningar efter Jacob Philipps skisser. Hackert var av sin samtid mycket uppskattad men är för eftervärlden mest känd genom sin vänskap med Goethe, som skrev en biografi över honom efter hans död. Hackert är representerad vid bland annat Nationalmuseum i Stockholm.

## Verk (urval)

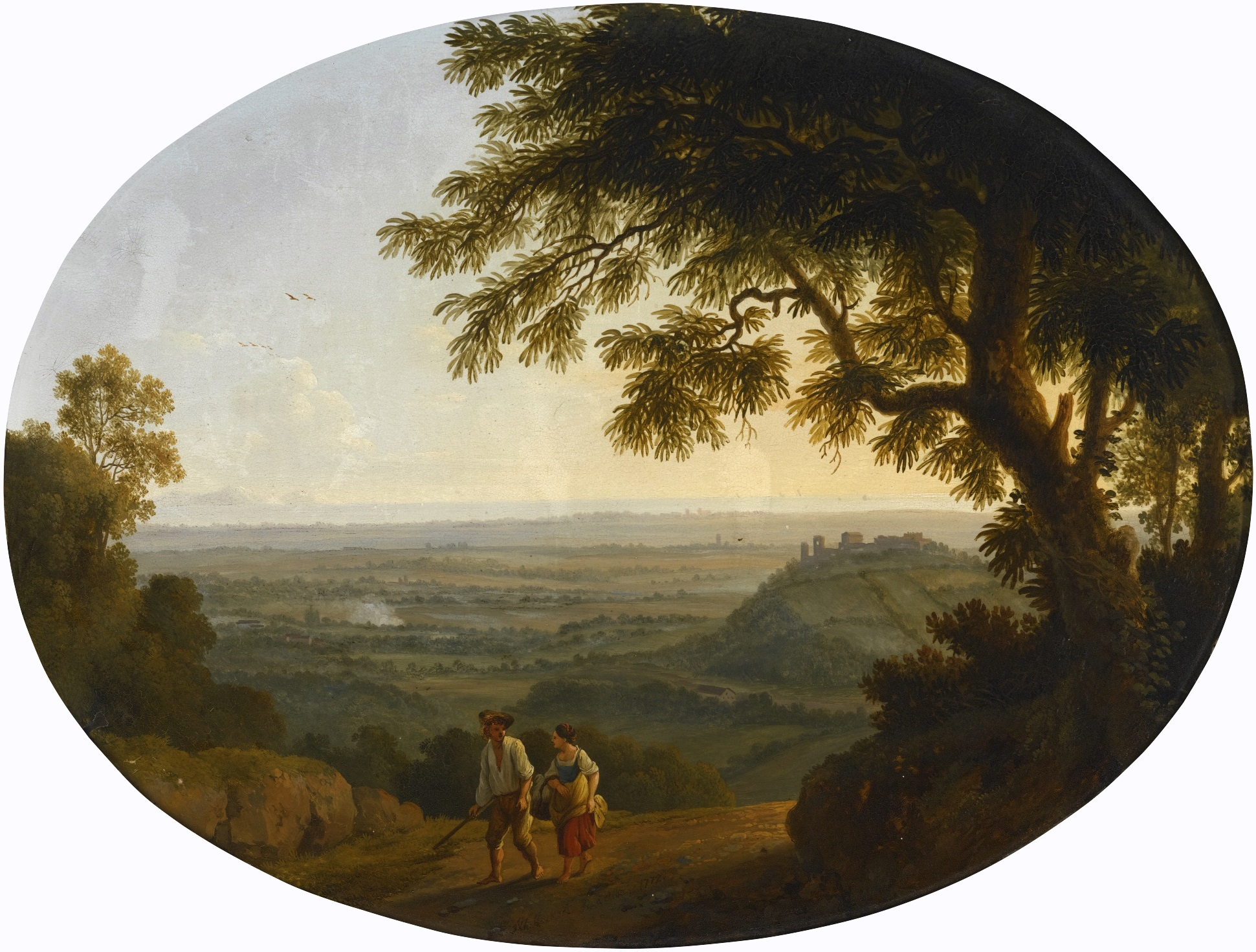
Utsikt över de albanska bergen (1772).
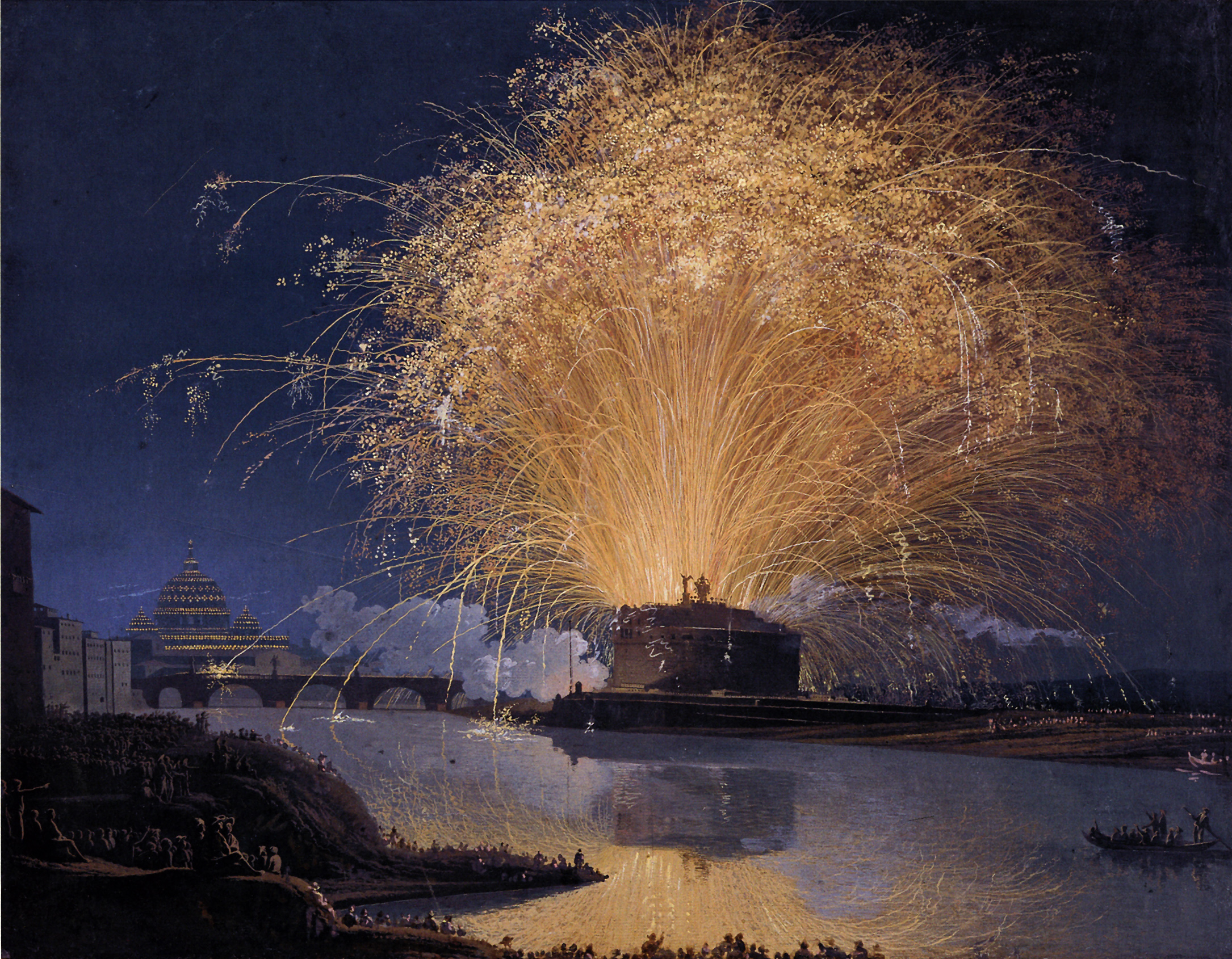
Fyrverkerier på Castel Sant'Angelo i Rom (1775).
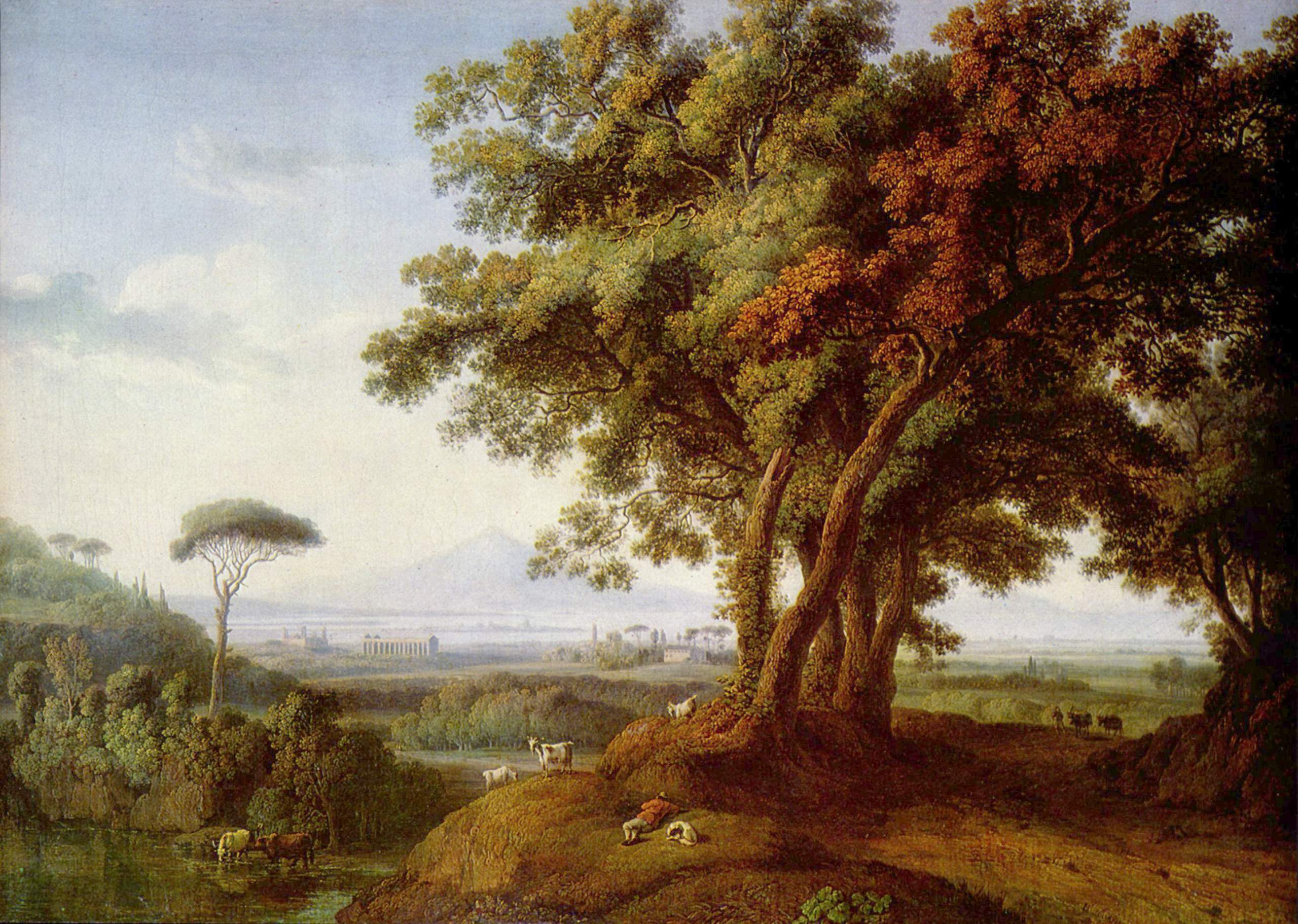
Italienskt landskap (1778).
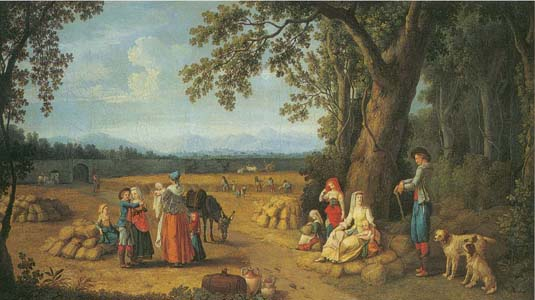
Skördetid vid Carditello (1791).
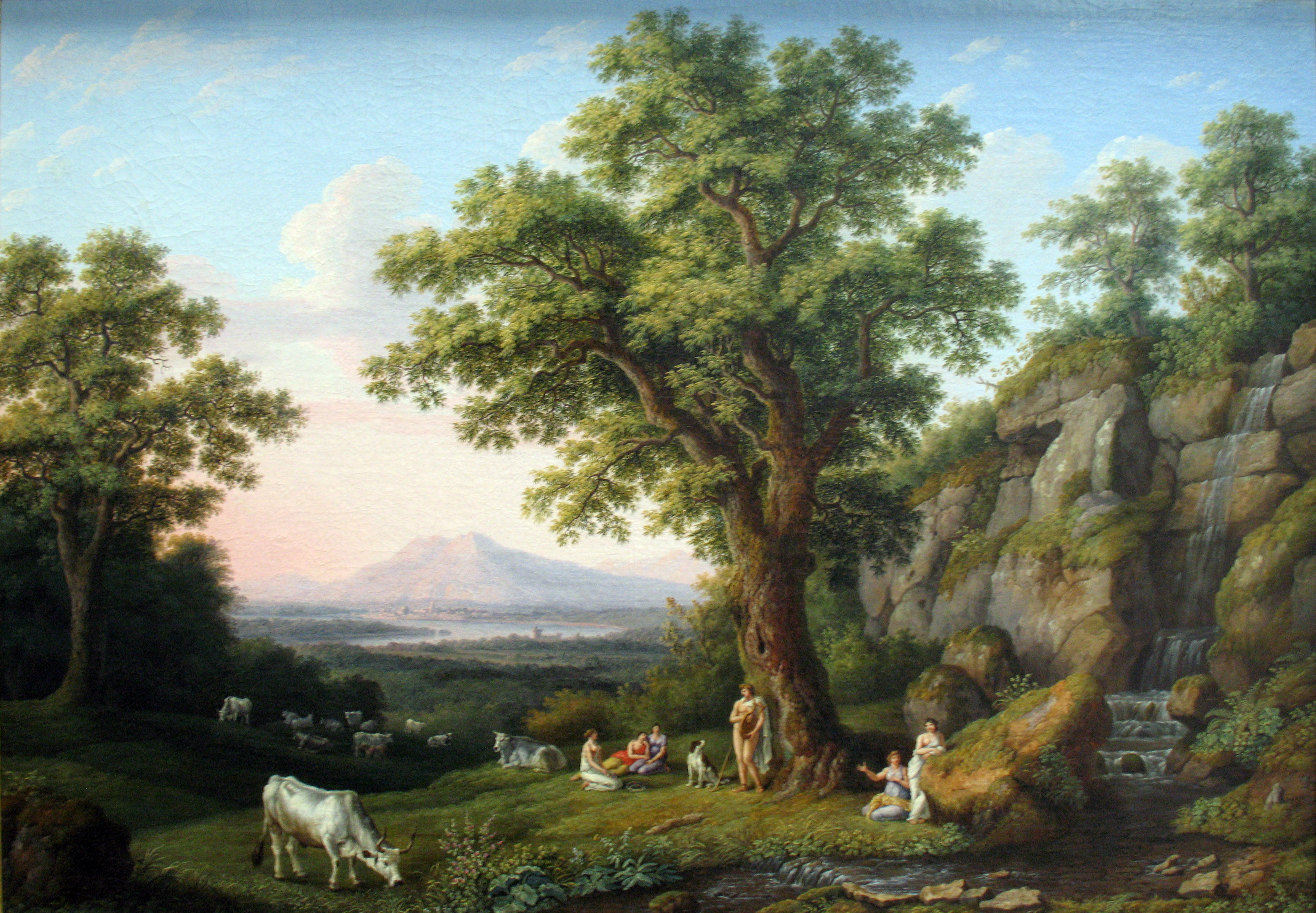
Arkadiskt landskap (1805).